# Фукуи (город)
Фукуи́ (яп. 福井市 Фукуи-си) — особый город и административный центр префектуры Фукуи в Японии. Площадь города составляет 536,19 км², население — 264 801 человек (1 июля 2014), плотность населения — 493,86 чел./км².
Большая часть населения проживает в небольшой центральной части города, пригороды города занимают поля и горные местности.

## Географическое положение
Фукуи расположен на острове Хонсю на побережье Японского моря. Он находится в регионе Тюбу, к северу от самого большого пресноводного озера Японии — озера Бива.
Соседние города и населённые пункты: Сабаэ, Кацуяма, Этидзэн, Оно, Сакаи, Икэда.

## История
Фукуи был основан 1 апреля 1889 года.
Во время Второй мировой войны город сильно пострадал от налётов американской авиации, а затем от землетрясения 28 июня 1948 года, унёсшего жизни более 5000 жителей. Фукуи был заново отстроен, став промышленным и культурным центром региона. Поэтому официальным символом города является птица Феникс.
C 1 ноября 2000 года город имеет статус особого города.

## Достопримечательности
- Городской музей искусств Фукуи
- Исторический музей
- Обсерватория
- Аллея сакур вдоль реки Асува
- Замок Фукуи

## Образование
- Университет Фукуи
- Технологический университет Фукуи
- Медицинский колледж Фукуи

## Транспорт
- Автомобильное сообщение
- Железнодорожное сообщение

## Города-побратимы
- Нью-Брансуик, Нью-Джерси, США;
- Ханчжоу, Чжэцзян, КНР;
- Винзен, Нижняя Саксония, Германия;
- Фуллертон, Калифорния, США;
- Сувон, Кёнгидо, Республика Корея.

## Известные уроженцы
- Иноуэ, Кадзуо — профессиональный шоссейный велогонщик.
- Ёсида, Ёсисигэ — кинорежиссёр и сценарист.
- Окада, Кэйсукэ — 31-й премьер-министр Японии.
- Отани Кикудзо — генерал, премьер-министр Японии в 1934—1936 годах.
- Хасимото Санаи — самурай, медик, политик и поэт периода Эдо. Участник движения против сёгуната в Японии в 1850 годах.